# Луїс Кузен
Луїс Кузен або Луїджі Прімо  (англ. Luigi Primo 1606 (можливо), Брюссель — 1668) — фламандський художник XVII ст.,  що тривалий час працював у Італії, де отримав італьянізоване ім'я Луїджі Прімо. Представник стилю бароко.

## Життєпис
Точної дати і місця народження не збережено. За припущеннями місцем народження міг бути Брюссель.  Первісну художню освіту здобув у майстерні художника Гілліса Клессінса молодшого (відомо, що працював у нього 1617 року). Відомо, що рано покинув батьківщину. За відомостями від історіографа Йоахима фон Зандрарта продовжив працю в Парижі. Від 1621 року збережена звістка про його перебування у Римі.

## Тридцять років у Італії
Перебуваючи у Римі, увійшов до складу товариства «Перелітні птахи», де отримав прізвисько «Язичник» та «Шляхетний» за церемонність і ввічливість поведінки. Згодом його прізвище перевели на італійський манер як Луїджі Прімо. Під цим італьянізованим ім'ям він працював у Італії більше тридцяти років.
Брався за релігійний живопис, створив низку вівтарів та фресок на біблійні сюжети. Першу відомість йому як художнику принесло створення фрески у бічному вівтарі римської церкви Санті Доменіко е Сісто. Серед ранніх творів — образ для каплиці св. Катерини в церкві Санта-Марія-Маджоре. Відтоді він почав отримувати замови від церковних громад і забезпечених кіл папської столиці.

## Італійський біограф
Згадки про художника залишив також італійський біограф Джованні Баттіста Пассері (бл. 1610-1678). За його свідоцтвами, художник Луїс Кузен відрізнявся хтивістю і витрачав великі суми грошей на жінок і секс, що не сприяло збагаченню художника. Пассері не знав, що холодність художника відбивається холодністю і у творчості, що кепсько відбивається на художній продукції.
Луїс Кузен покидав Рим і відбував на прощу у монастир Лорето, де створив вівтарну картину для церкви Санта Маргеріта. Потім працював у місті Пезаро. Відомо, що він відвідав і Венецію, де створив низку портретів.

## Повернення у Рим
Ще наприкінці понтифіката папи римського Іннокентія Х він повернувся до Рима. Художник був серед перших, хто створив парадний портрет спадкоємця папського престола, нового папи Олександра VII. 
1650 року його обрали членом гільдії св. Луки. А на два роки (1651-1652) йому довірили керівництво академією.

## В Брюсселі
Художник відбув у Брюссель, що був на той час резиденцією ерцгерцогі, іспанських уравителів провінції Іспанські Нідерланди. Про художника з великим досвідом роботи у папському Римі вже знали, тому він тримав у Брюсселі численні замови на офіційні портрети. Серед його творів цього періоду біблійні і історичні композиції. 
Не обійшли його і замови на створення картонів для гобеленів, відомої художньої галузі фламандської економіки і художньої практики. Наближеність художника до двору управителів провінції та створення килимових картонів для короля Іспанії сприяло тому, що Луїс Кузен отримав привілей не сплачувати податків королю. В Брюсселі мав власну майстерню, куди брав учнів і помічників.

## Галерея

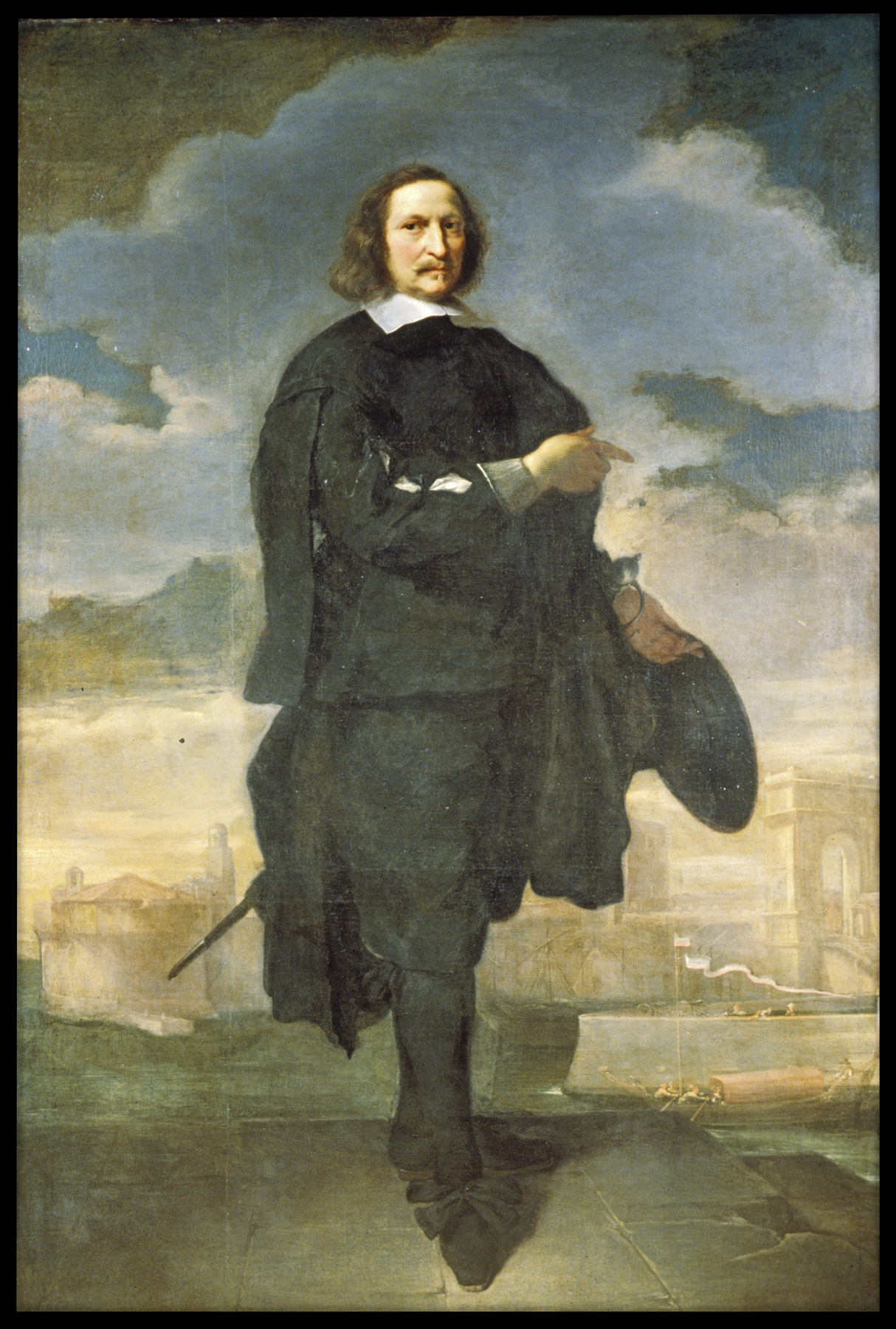
Портрет шляхетного пана з міста Анкона, до 1660 р., Художній музей Волтерс
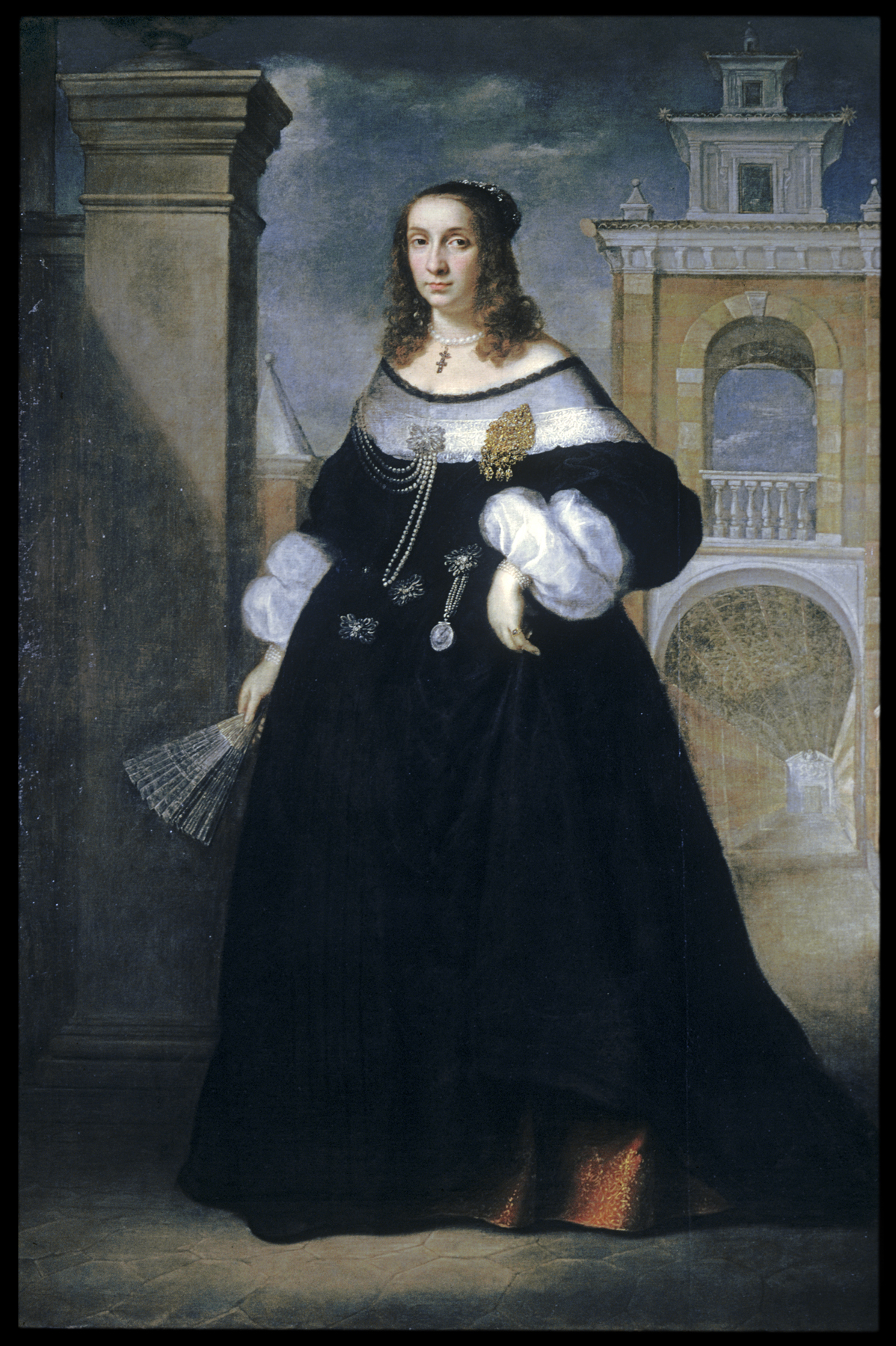
Портрет шляхетної пані з міста Анкона, до 1660 р., Художній музей Волтерс

## Див.також
- Бароко
- Живопис бароко
- Фламандське бароко
- Парадний портрет
- Товариство «Перелітні птахи»